# Walpurgishalle

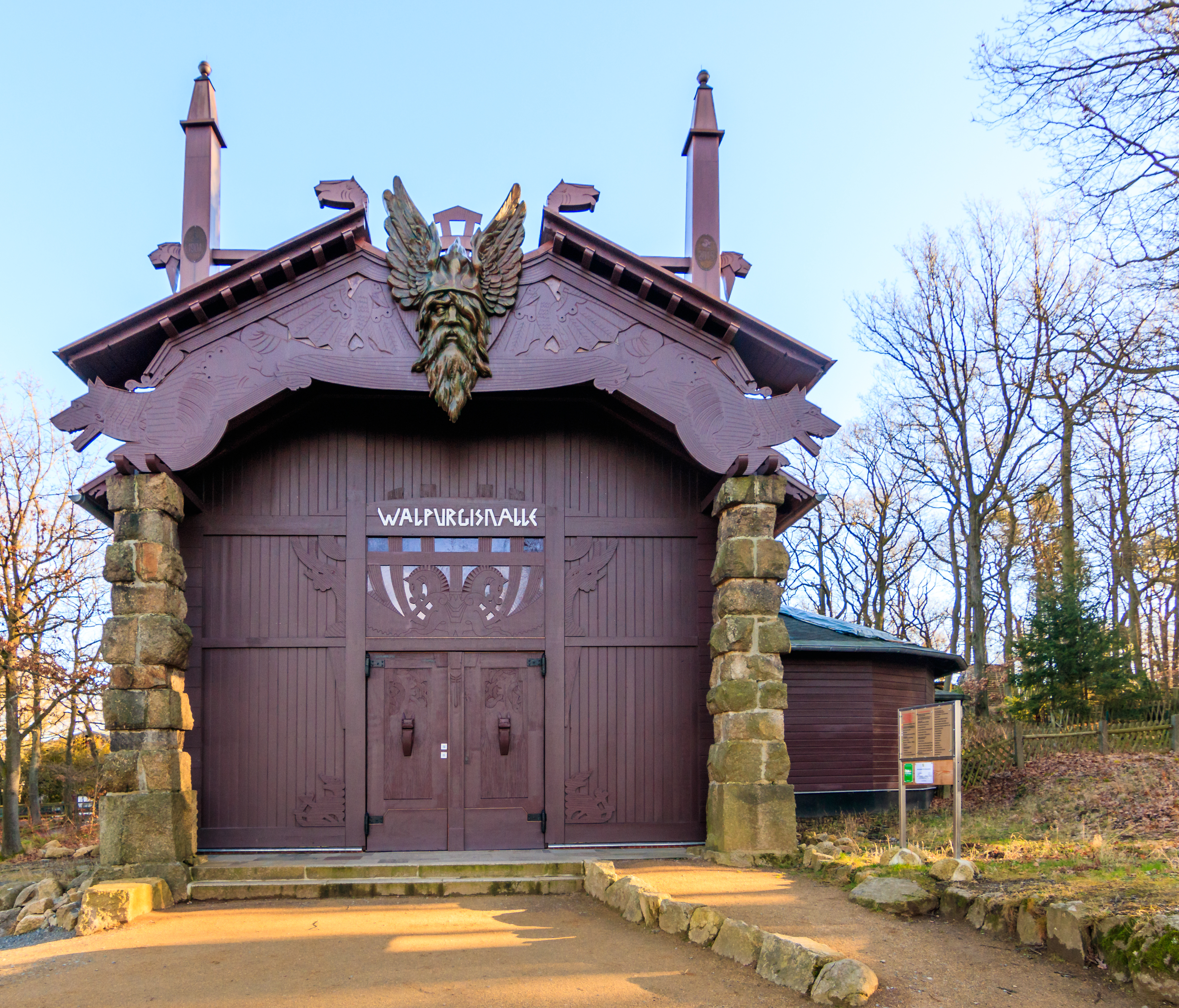
Walpurgishalle auf dem Hexentanzplatz, 2017

Die Walpurgishalle auf dem Hexentanzplatz bei Thale im Harz ist ein Gebäude in einem nachempfundenen altgermanischen Stil. Sie entstand zu Beginn des 20. Jahrhunderts auf Basis eines Architektenwettbewerbs und greift das Goethe-Thema der Walpurgisnacht auf.

## Geschichte

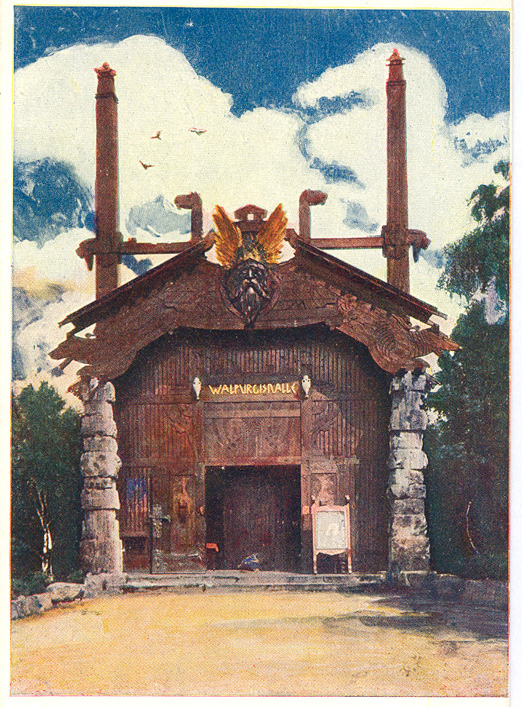
Walpurgishalle, 1901

Die Idee zur Walpurgishalle stammte von dem Maler Hermann Hendrich. Er wollte auf dem Brocken eine große Veranstaltungshalle errichten lassen, in der Besucher die Walpurgisnacht feiern konnten. Dazu fand ein Architektenwettbewerb statt. In Auswertung der Entwürfe und bei genauer Einschätzung über den Standort wurde statt dem Gipfel des Brockens der Hexentanzplatz gewählt. Zur Realisierung kamen die Pläne des Berliner Architekten Bernhard Sehring, der eine Halle in der Art eines altgermanischen Blockhauses vorgeschlagen hatte. Im Jahr 1901 wurde das Bauwerk eingeweiht. Das Bauwerk wurde Vorbild für die Nibelungenhalle in Königswinter (1913) und die Sagenhalle im niederschlesischen Schreiberhau (1903).
Für das Innere der Halle schuf Hermann Hendrich fünf Großgemälde, die fünf Szenen aus der Walpurgisnacht von Goethes Faust:
Irrlichtertanz, Mammonshöhle, Hexentanz, Windsbraut und Gretchenerscheinung (Gretchentragödie) darstellen.

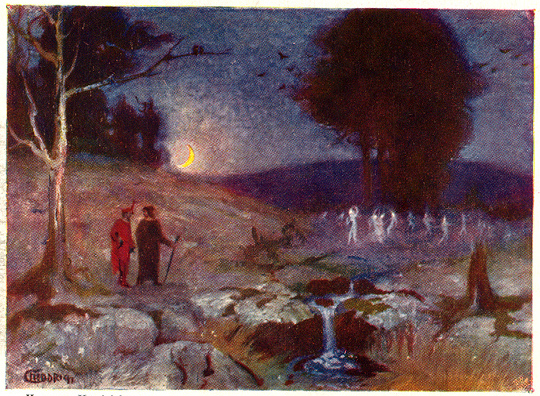
Irrlichtertanz
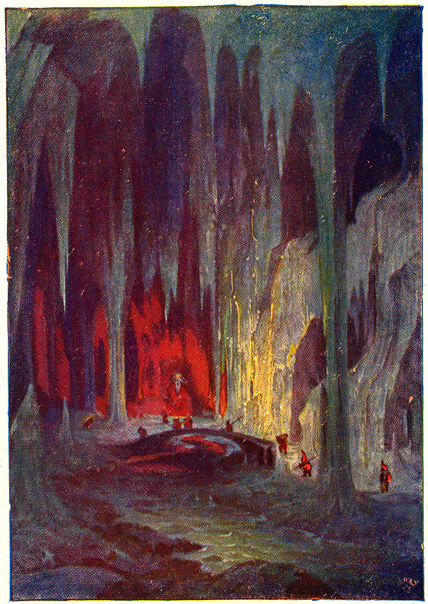
Mammonshöhle
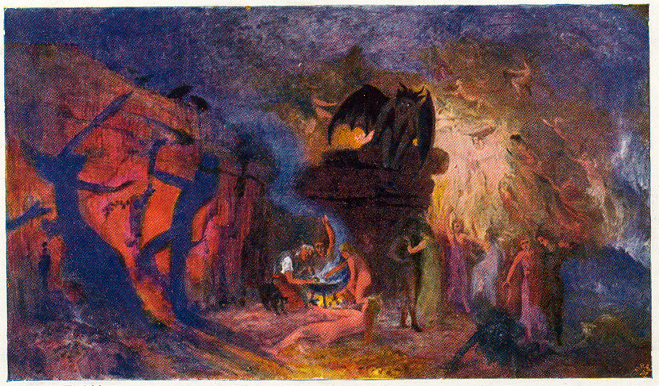
Hexentanz
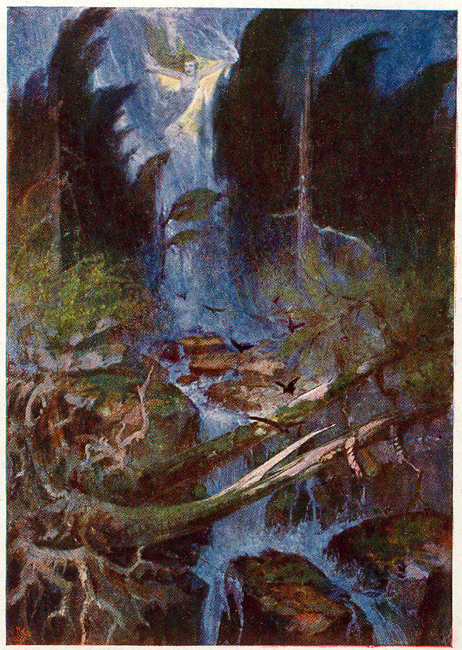
Windsbraut
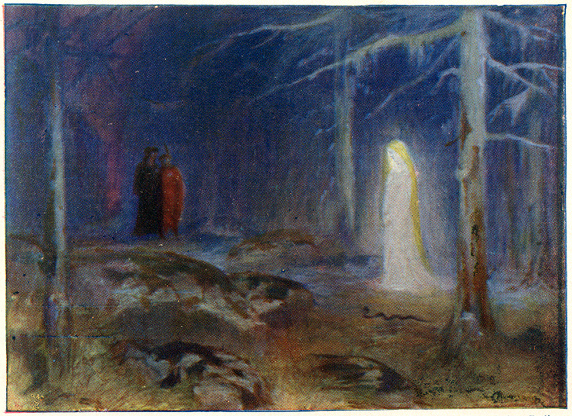
Gretchenerscheinung

Später kamen im Eingangsbereich zwei weitere Gemälde von Hermann Hendrich hinzu. Im Jahr 1928 wurde die Walpurgishalle durch einen weiteren Anbau ergänzt, in dem weitere Gemälde Hendrichs gezeigt wurden.
Im 21. Jahrhundert ist die Halle ein Museum. Das Museum kann in den Monaten April bis Oktober besichtigt werden.
Die Halle und ihre Umgebung dienen seit längerem zur Veranstaltung der spektakulärsten Walpurgisfeier im Harz.